# Clonaria lindneri
Clonaria lindneri är en insektsart som först beskrevs av Douglas Keith McEwan Kevan 1955.  Clonaria lindneri ingår i släktet Clonaria och familjen Diapheromeridae. Inga underarter finns listade i Catalogue of Life.